# Kyokō Suiri
Kyokō Suiri (虚構推理) é uma série de light novels japonesa de 2011 publicada pela Kodansha e escrita por Kyo Shirodaira, com ilustrações de Hiro Kyohara e, desde o volume 2, por Chasiba Katase. Uma adaptação para mangá, com a arte de Chasiba Katase é serializado desde abril de 2015 na revista de mangá shōnen Shōnen Magazine R e, desde outubro de 2019, também na Monthly Shōnen Magazine. Foi compilado em nove volumes tankōbon. O mangá é publicado na América do Norte pela Kodansha Comics. Uma adaptação para anime pela Brain's Base estreou em 11 de janeiro de 2020.

## Personagens

### Personagens principais
Kotoko Iwanaga (岩永琴子, Iwanaga Kotoko)
Voz de: Akari Kitō
Kurō Sakuragawa (桜川九郎, Sakuragawa Kurō)
Voz de: Mamoru Miyano
Saki Yumihara (弓原紗季, Yumihara Saki)
Voz de: Misato Fukuen
Karin Nanase (七瀬かりん, Nanase Karin)
Voz de: Sumire Uesaka
Detective Terada (寺田刑事)
Voz de: Kenji Hamada
Rikka Sakuragawa (桜川六花, Sakuragawa Rikka)
Voz de: Mayumi Sako

### Yōkai
Kappa (河童)
Voz de: Yoshimitsu Shimoyama
Ochimusha (落武者)
Voz de: Yoshimitsu Shimoyama
Ushi no Ayakashi (牛のあやかし)
Voz de: Yoshimitsu Shimoyama
Yama no Ayakashi (山のあやかし)
Voz de: Kaori Motoyama, Rena Maeda
Komainu (black) (狛犬(黒))
Voz de: Manami Hanawa
Komainu (white) (狛犬(白))
Voz de: Kaori Motoyama
Yōko (妖狐)
Voz de: Kaori Motoyama, Manami Hanawa
Bakedanuki (化け狸)
Voz de: Hiroki Gotō
Nushi no Orochi (ヌシの大蛇)
Voz de: Kōki Miyata
Yosuzume (夜雀)
Voz de: Rena Maeda
Kodama no Genichirō (木魂の源一郎)
Voz de: Nobuo Tobita
Bakeneko (化け猫)
Voz de: Haruka Ōminami

## Mídia

### Novel
Uma novel escrita por Kyo Shirodaira, com ilustrações de Hiro Kyohara, começou em 2011, publicada pela Kodansha Novels, da Kodansha. Em 2019, a série foi transferida para Kodansha Taiga e passou a ter Chasiba Katase como ilustrador, que continua desde então.

### Mangá
Uma adaptação de mangá de Chasiba Katase começou originalmente na Shōnen Magazine R, da Kodansha, em abril de 2015. Em outubro de 2019, a Kodansha anunciou que a Shōnen Magazine R cessaria sua publicação impressa e publicaria apenas digitalmente. Com isso, eles também anunciaram que o mangá seria publicado na Monthly Shōnen Magazine, enquanto seria lançado digitalmente na Shōnen Magazine R.

### Anime
Uma adaptação para anime foi anunciada em 14 de janeiro de 2019. Foi produzida pela Brain's Base e dirigida por Keiji Gotoh, com roteiro de Noboru Takagi e projeção de personagens por Takatoshi Honda. O anime estreou em 11 de janeiro de 2020 na TV Asahi, MBS e BS-NTV. A música de abertura da série é "Mononoke in the Fiction", de Uso to Chameleon, e a música de encerramento é "Last Dance", de Mamoru Miyano. A Crunchyroll foi responsável pela co-produção e transmissão da série. O anime tem 12 episódios.

## Recepção
O mangá tem mais de dois milhões de volumes impressos. Em 2018, foi nomeado Melhor Mangá Shōnen no 42.º Prêmio de Mangá Kodansha anual.